# Église de la Nativité-de-Saint-Jean-Baptiste de Saint-Jean-de-Cuculles
L'église de la Nativité-de-Saint-Jean-Baptiste de Saint-Jean-de-Cuculles est une église romane située à Saint-Jean-de-Cuculles, petit village au pied du Pic-Saint-Loup, dans le département français de l'Hérault en région Occitanie.

## Historique

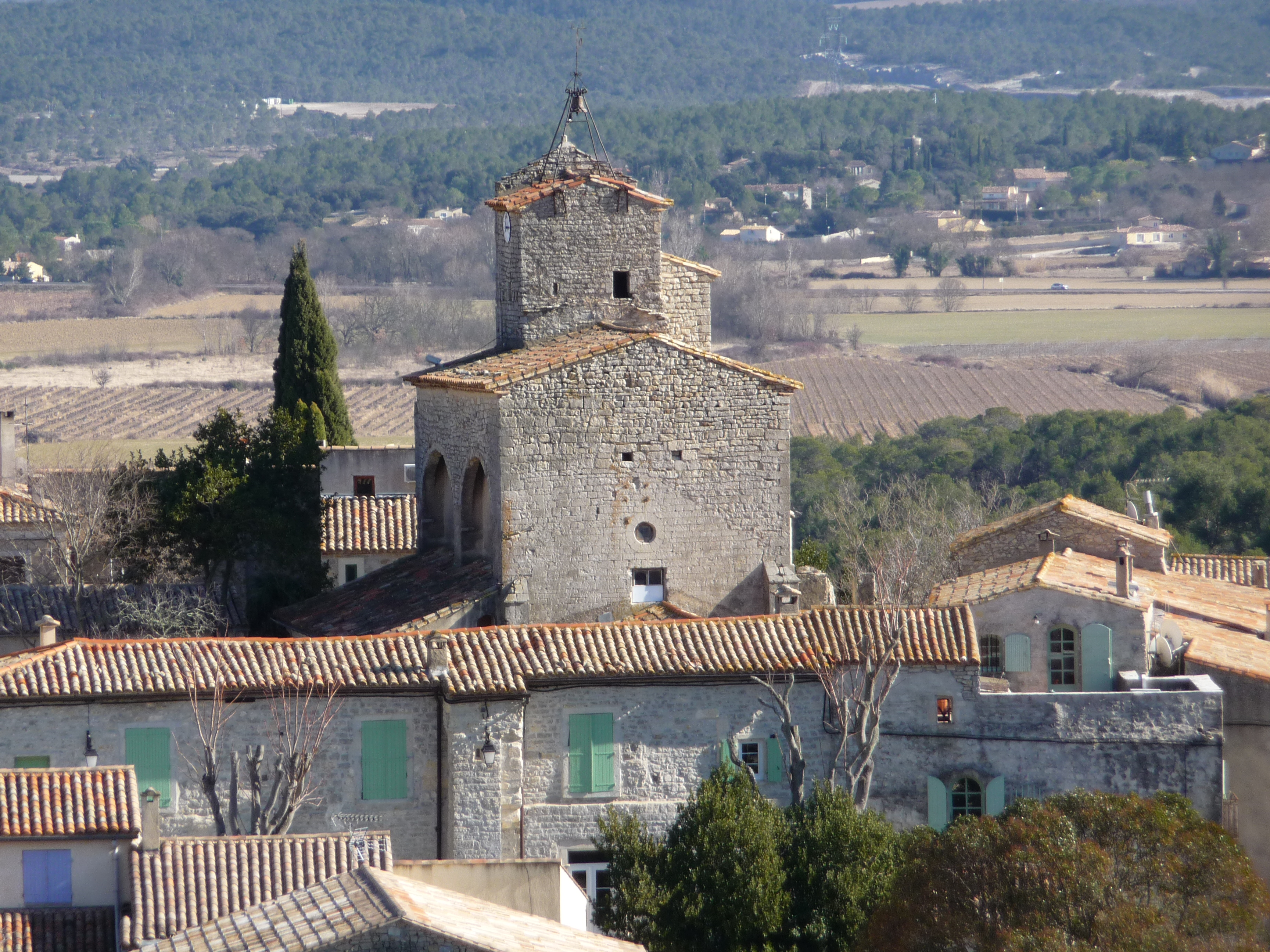
L'église au centre du village.

L'église romane de Saint-Jean-de-Cuculles a été construite au XIIe siècle.
Elle est mentionnée sous le nom de Parochia Sancti Johannis de Cullis en 1121, Parrochia Sancti Johannis de Cogullis en 1267 et  Ecclesia parrochialis Sancti Joannis de Cucullis en 1331.
Elle a été fortifiée au cours de la guerre de Cent Ans: le chevet et les murs latéraux ont été surélevés et ces derniers ont été dotés d'arcs à mâchicoulis.
Elle fait l'objet d'une inscription au titre des monuments historiques depuis le 21 décembre 1925.
Durant l'été 1990, Jacques Rivette tourne les premières scènes du film La Belle Noiseuse dans la cour de l'ancien prieuré.

## Architecture

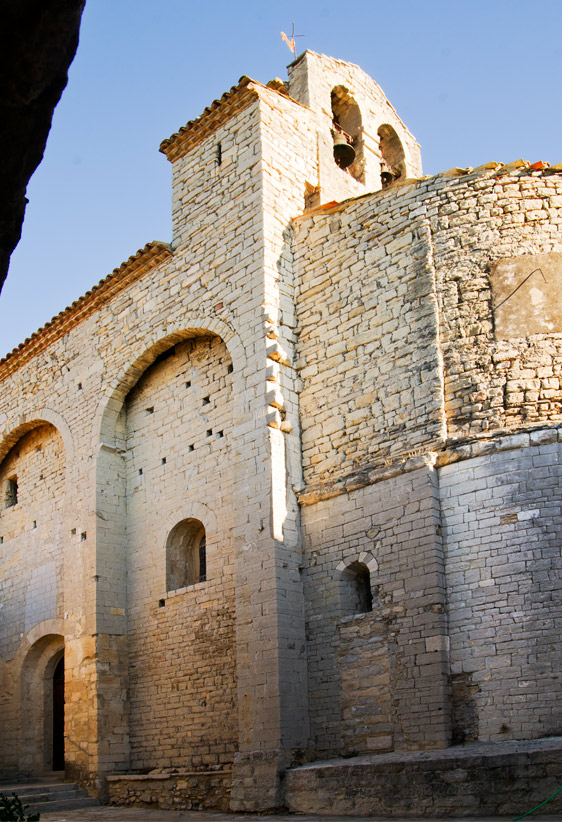
Façade latérale et chevet.

L'église possède un imposant chevet présentant deux registres séparés par un cordon de pierre. Ces deux niveaux diffèrent par leur maçonnerie : le registre inférieur est réalisé en pierre de taille à l'appareil régulier, tandis que le registre supérieur, ajouté lorsque l'église a été fortifiée au XIVe siècle, est édifié en moellons.
La même différence dans les maçonneries se retrouve sur les façades latérales, dont la partie haute, moins bien appareillée et percée de nombreux trous de boulin, date de l'époque où l'église a été fortifiée : ces façades ont alors été surélevées et des arcs à mâchicoulis ajoutés entre les contreforts.
Le clocher, enfin, ajouté à cette même époque, servait de donjon pour la population du village. De section carrée, il prend à l'est la forme d'un clocher-mur percé de deux baies campanaires.